# 今中大介
今中 大介（いまなか だいすけ、1963年7月24日 - ）は、元自転車ロードレース選手、実業家。広島県広島市安佐北区可部出身。愛称は「イマニャカ」。

## 人物
広島市立可部中学校～広島城北高等学校～大分大学大学院工学研究科卒業。
「日本人で初めて近代ツールを走った」人物でもある。
叔父（今中の母の弟）に漫画家のあすなひろしがいる。

## 経歴

### 渡欧まで
大分大学で修士号を取得した後、シマノに入社する。シマノではテストライダーをしていたと自著で回想しており、ロードレーサーにもMTBにも散々乗ったという。
シマノの社員としてツール・ド・北海道総合優勝（1990年・1991年・1993年）を始めとする国内の自転車レースタイトルを次々と獲得したあとの1994年、31歳の時に渡欧する。

### 渡欧
ヨーロッパではシマノからの出向扱いでイタリアの名門プロチーム「チーム・ポルティ(Team Polti)」に所属し、今中もアシスト選手として活動する。渡欧初年度は日欧のレベルの差に苦しみながらもエースのジャンニ・ブーニョやジャモリディネ・アブドジャパロフのアシストとしてアタック潰しやボトル運びに従事し、徐々にチームメイトの信頼を得る。主な成績はグラン・プレミオ・チッタ・ディ・リオ(Gran Premio Citta Di Rio)15位など。この年の世界選手権には、今中をはじめ市川雅敏、山田隆博、藤野智一らとともに出場するも全員リタイヤとなった。なお選手としての活動の傍ら、シマノトータルインテグレーション（STI）システム（手元変速装置）や、7700系デュラエースの初期プロトタイプ（プロチームが実戦で使用する前段階の試作品）のテストも行っていた。
渡欧2年目の1995年にはジロ・デ・イタリアに出場した。スタンガ監督からは「二三日でやめるな」と釘を刺されての出場であったが、結果的に今中は全体の3分の2に当たる14ステージまで参加するも、第12ステージで落車に巻き込まれて顎を数針縫うケガを負い第14ステージ途中でリタイアとなった）。なお、この時、イタリアのメディアからは「シマノの技術者がジロ・デ・イタリアを走っている」と受け止められていたとのこと。ジロをリタイアした後はしばらく休養を取り、8月下旬よりリーズ・インターナショナル、クラシカ・サンセバスティアン、ブエルタ・チクリスタ・ガレガなどに参加。ポルティとの契約は2年であったが、1年の延長となった。
3年目の1996年は春先から好調で、2年目までの今中のイメージを覆すような果敢なアタックや引きを見せ、周囲の選手たちを驚かせる。なお、3月24日にはレースのスタート直前に長男が誕生したとの一報が伝えられ、審判車や選手たちに祝福されながらのレースとなった。
今中は渡欧中、暇を見つけてはシマノに提出する報告書を書いていた。今中の妻の回顧によると、休日も一日中報告書を書いていることが多く、それで夫婦げんかになったこともあったという。

### ツール・ド・フランス出場
この年は念願のツール・ド・フランスにも出走。日欧のメディアや主催者からは「日本人初のツール・ド・フランス出場」として扱われ、今中も「イマナキャ」と呼ばれて大きな注目を浴びた。レースではエースのリュック・ルブランのアシストとして働き、第1ステージや第4ステージではトラブルで遅れたルブランを集団まで引き戻す役割の一角を担った他、アタック潰しなどでチームに貢献した。
だが第2ステージから延々と続いた悪天候の為、今中は第3ステージ終了後に風邪を引いてしまい、以降は激しい咳や貧血に苦しみながらのレースとなった。それでもアルプスの山岳ステージはこなしたものの、ピレネーに入って膝裏の故障が限界に達し、チュールにゴールする第14ステージでタイムオーバーによりチーム3人目のリタイアとなった。このステージは序盤に2級山岳があり、その後は3つの4級山岳がある他はほぼ平坦で、最後が3級の上りゴールとなっていた。今中は2級山岳の頂上を越えた後の平坦区間で集団から千切れたが、集団はその後も終始アタックがかかる状態であり、結局ステージ優勝のジャモリディネ・アブドヤパロフは平均時速45キロメートルでゴールした。最終的に、今中はステージ後半の100kmほどを単独走行する羽目になり、タイムオーバーとなった。ちなみにこのときのタイムオーバー基準は先頭から25分弱であった。この日は今中を含め3人がタイムオーバーとなっている。41分遅れの最下位でゴール地点に到着した今中は、観客に「アレ！　イマナキャ！」と励まされながらゴールし、涙を流した。
結果、ツール・ド・フランスのリザルトは順位無し、今中も途中でリタイヤとなった。
4年目は今中の現役最後のシーズンとなり、ジャパンカップ4位をもって引退した。

### 引退後
今中は1997年のジャパンカップ終了後に現役を引退し帰国、シマノを退社して翌1998年に自転車専門の商社である株式会社『インターマックス（InterMax）』を設立する。それまでのキャリアで培った人脈と経験を生かして海外の自転車用品を輸入している他、自身プロ選手・エンジニア（今中は工学修士号を持っている）であった経験をもとにレース用の自転車フレームを開発していた。国内のロードレース界からの人脈の豊富さは選手時代から変わらず、自転車雑誌への寄稿、イベントなどの参加を通し、スポーツ自転車の普及・啓蒙に尽くしている。
2009年に設立された宇都宮ブリッツェンにアドバイザーとして関与した後、2012年からは片山右京が新たにTeamUKYOとして自転車ロードレースチームを興した際に招聘され、同チームのテクニカルアドバイザーに就任した。

## 心拍数トレーニングの紹介者として
今中はポルティにおいて自らが接した、心拍数に注目した当時最先端とされたトレーニング理論を、日本の自転車雑誌においていち早く紹介している。
これについては、栗村修が2007年のツール・ド・フランスの解説において、「今中が当時最先端のトレーニング理論を持っていたポルティに出向していなければ、（欧米などのロードレース先進国に対する）日本のロードレース界のトレーニング理論の遅れは現在より更に深刻なものになっていた」という旨の指摘をしている。実際、今中は著書において、渡欧後は食生活についてもポジションについても全く違うものに変えさせられたと回顧している。

## メディア出演
『J SPORTS cycle road race』など、テレビのロードレース中継の解説者としても活動している。J SPORTSには2012年のツールドフランスでの片山右京との共演を最後に出演しておらず、一時解説者活動が途絶えたが、2017年にDAZNへと放映権が移ったジロ・デ・イタリアの中継に出演し、解説活動を再開している（但しDAZNによるロードレース中継配信は2019年にて全て終了済み）。
また2015年10月 - 2022年3月にかけて、甲府市のコミュニティFMであるエフエム甲府の『こちら甲府スポーツビューロ』（火曜・13:15 - 13:35）にレギュラー出演していた。

## インターマックス
株式会社インターマックス（法人番号：0900-01-000182）とは、自転車及びその関連商品の輸入販売をおもな業務としている商社である。本社は山梨県甲府市山宮町にあった。
2023年9月4日に、別法人（法人番号：0900-01-018320）が同じ法人名で同地にて新たに登記され、その後2024年5月20日に大阪府大阪市東淀川区瑞光（法人番号：1200-01-113729のGORIX株式会社と同じ場所）に移転する。新規法人の代表は屋嘉比賢治。
既存のインターマックスホームページの企業情報が新規法人の内容になっていることから、事業譲渡が行われたと考えられる。
元の法人（法人番号：0900-01-000182）は2023年5月18日に山梨県南アルプス市上今諏訪に移転の後、2024年1月31日に法人名を株式会社IMと商号変更している。
主力商品は、クォータ社のロードレーサーやRITCHEY、SPINERGY、WR、VELOFLEXなどの会社の自転車用品を輸入し、日本国内での販売を手掛けていた。
「インターマックス」ブランドのロードレーサーは、今中大介というブランドネームだけでなく本格的な競技にも使用出来る手頃な機材として、日本国内の自転車雑誌などでは評価されている。また今中の知人でもある元レーサーの片山右京や、俳優の鶴見辰吾、小栗旬などの芸能人に機材提供(上記3名はフレーム、その他はMET社のヘルメット提供)が行われていた。。
プロチームに対しては、今中が個人としても関わりのある宇都宮ブリッツェン、TeamUKYOの2チームに機材供給を行っていたが、現在は終了している。

## 愛車
今中は2007年、10年以上連れ添った愛車「ホンダ・NSX」から「997型ポルシェ・911GT3」に乗り換えた。ポルシェの助手席にロードバイクを車載する様子が雑誌 で紹介された。
現在はDUCATIデスモセディチ、スバル・インプレッサR4、ラディカル、IntermaxカラーR35など多様な車両を所有している。